# Mel Gibson (basket-ball)
Melvin Lee Gibson, surnommé « Mel » Gibson, né le 30 décembre 1940, à Rockingham, en Caroline du Nord, est un ancien joueur américain de basket-ball. Il évolue au poste d'arrière.

## Palmarès
- Vainqueur des Jeux panaméricains de 1963